# Episodi di Life in Pieces (seconda stagione)
La seconda stagione della serie televisiva Life in Pieces, composta da 22 episodi, è stata trasmessa negli Stati Uniti per la prima volta dall'emittente CBS dal 27 ottobre 2016 all'11 maggio 2017.
In Italia, la stagione va in onda in prima visione satellitare su Fox, canale a pagamento della piattaforma Sky, dal 21 luglio 2017.
| n. | Titolo originale                     | Titolo italiano                   | Prima TV USA     | Prima TV Italia   |
| -- | ------------------------------------ | --------------------------------- | ---------------- | ----------------- |
| 1  | Annulled Roommate Pill Shower        | La famiglia oltre gli ostacoli    | 27 ottobre 2016  | 21 luglio 2017    |
| 2  | Receptionist Pot Voting Cramp        | Le prime volte                    | 3 novembre 2016  | 21 luglio 2017    |
| 3  | Eyebrow Anonymous Trapped Gem        | Case di riposo e diamanti         | 10 novembre 2016 | 28 luglio 2017    |
| 4  | Cheap Promotion Flying Birthday      | Paura di volare                   | 17 novembre 2016 | 28 luglio 2017    |
| 5  | Steps Dinner Professor Lesbian       | Piccoli passi, grandi traguardi   | 24 novembre 2016 | 4 agosto 2017     |
| 6  | Boxing Opinion Spider Beard          | Colpi bassi                       | 1º dicembre 2016 | 4 agosto 2017     |
| 7  | Swim Survivor Zen Talk               | Sopravvivenza                     | 8 dicembre 2016  | 11 agosto 2017    |
| 8  | Window Vanity Dress Grace            | Per il bene della famiglia        | 15 dicembre 2016 | 11 agosto 2017    |
| 9  | #TBT: Y2K Sophia Honeymoon Critter   | Tuffo nel passato                 | 5 gennaio 2017   | 18 agosto 2017    |
| 10 | Musical Motel Property Bingo         | Mai dire mai                      | 12 gennaio 2017  | 18 agosto 2017    |
| 11 | Tailgate Spiral Souvenir Seating     | Una giornata allo stadio          | 19 gennaio 2017  | 25 agosto 2017    |
| 12 | Best Waxing Grocery Rental           | Il testimone                      | 2 febbraio 2017  | 25 agosto 2017    |
| 13 | Chef Rescue Negotiator Necklace      | Un San Valentino speciale         | 9 febbraio 2017  | 1º settembre 2017 |
| 14 | Facebook Fish Planner Backstage      | Pesce d'aprile                    | 16 febbraio 2017 | 1º settembre 2017 |
| 15 | Awkward Bra Automated Ordained       | Il modo migliore                  | 23 febbraio 2017 | 8 settembre 2017  |
| 16 | Dirtbike Old Mechanic Earthquake     | Gioco di squadra                  | 9 marzo 2017     | 8 settembre 2017  |
| 17 | Sleepover Dream Light Haze           | Notti da incubo                   | 30 marzo 2017    | 15 settembre 2017 |
| 18 | Favorite Vision Miguel Matchmaker    | Cupido                            | 6 aprile 2017    | 15 settembre 2017 |
| 19 | Babysit Argument Invention Butterfly | Lezioni di vita                   | 13 aprile 2017   | 22 settembre 2017 |
| 20 | Ear Scorn Registry Manuscript        | Giochi di potere                  | 27 aprile 2017   | 22 settembre 2017 |
| 21 | Late Smuggling Dreambaby Voucher     | Que viva Mexico!                  | 4 maggio 2017    | 29 settembre 2017 |
| 22 | Poison Fire Teats Universe           | Nella buona e nella cattiva sorte | 11 maggio 2017   | 29 settembre 2017 |